# Hrabstwo Valley (Nebraska)
Hrabstwo Valley (ang. Valley County) – hrabstwo w stanie Nebraska w Stanach Zjednoczonych. Obszar całkowity hrabstwa obejmuje powierzchnię 570,458 mil2 (1 477,48 km²). Według danych z 2010 r. hrabstwo miało 4 260 mieszkańców. Hrabstwo powstało w 1871 roku, a jego nazwa pochodzi od ukształtowania terenu tego obszaru, w którym dominuje dolina (ang. valley) rzeki Loup.

## Sąsiednie hrabstwa
- Hrabstwo Garfield (północ)
- Hrabstwo Wheeler (północny wschód)
- Hrabstwo Greeley (wschód)
- Hrabstwo Howard (południowy wschód)
- Hrabstwo Sherman (południe)
- Hrabstwo Custer (zachód)
- Hrabstwo Loup (północny zachód)

## Miasta
- Ord

## Wioski
- Arcadia
- Elyria
- North Loup